# Cermenica
Cermenica (em albanês: Çermenikë/Çermenika) é um planalto situado a nordeste de Elbasani, na Albânia central. Na Idade Média, como Tzernico (em grego: Τζερνικός/Τζερνικόν; romaniz.: Tzernikós/Tzernikón), foi um sé episcopal do Patriarcado de Constantinopla, como uma sé sufragânea do Arcebispado de Dirráquio.
Em meados do século XV, a região foi governada por Jorge Arianiti, um dos principais líderes da resistência albanesa ao Império Otomano. Na Segunda Guerra Mundial, a área foi o centro da Resistência Albanesa à ocupação alemã.